# 阿托卡縣 (奧克拉荷馬州)
阿托卡縣（英語：Atoka County）是美國奧克拉荷馬州南部的一個縣。面積2,564平方公里。根據美國2000年人口普查，共有人口13,879。縣治阿托卡。
成立於1907年7月16日。縣名紀念喬克托人的一名領袖（中經縣治）。